# Конклин, Честер
Че́стер Ку́пер Ко́нклин (англ. Chester Cooper Conklin; 11 января 1886, Оскалуса, Айова — 11 октября 1971, Ван-Найс, Калифорния) — американский киноактёр.

## Биография
Начал сниматься в кино в 1913 году. Создал образ мистера Моржа — низенького простака, визитной карточкой которого стали большие усы. Снялся в нескольких фильмах Чарли Чаплина. Пик популярности пришелся на эпоху немого кино. После появления звукового кино снимался ещё на протяжении 30 лет, однако получал лишь эпизодические роли, в том числе в двух полнометражных фильмах Чаплина.
Его заслуги перед кинематографом отмечены звездой на Голливудской аллее славы (1560 Вайн Стрит).
Честер Конклин несколько раз снимался вместе с другим актёром-комиком, Хейни Конклином, который даже родился в том же 1886 году. Эти двое мужчин являются однофамильцами и родственными отношениями не связаны.

## Избранная фильмография
| Год  |   | Русское название                              | Оригинальное название          | Роль                                    |
| ---- | - | --------------------------------------------- | ------------------------------ | --------------------------------------- |
| 1914 | ф | Тесто и динамит                               | Dough and Dynamite             | Жак, официант                           |
| 1914 | ф | Мейбл за рулём                                | Mabel at the Wheel             | отец Мэйбл                              |
| 1914 | ф | Маскарадная маска                             | The Masquerader                | киноактер                               |
| 1914 | ф | Зарабатывая на жизнь                          | Making a Living                | полицейский / бродяга                   |
| 1914 | ф | Танго-путаница                                | Tango Tangles                  | гость в костюме полицейского            |
| 1914 | ф | Настигнутый в кабаре                          | Caught in a Cabaret            | официант                                |
| 1914 | ф | Нахальный джентльмен                          | Gentlemen of Nerve             | друг Мейбл                              |
| 1914 | ф | Необыкновенно затруднительное положение Мэйбл | Mabel's Strange Predicament    | постоялец отеля                         |
| 1914 | ф | Реквизитор                                    | The Property Man               | один из зрителей (нет в титрах)         |
| 1914 | ф | Двадцать минут любви                          | Twenty Minutes of Love         | другой вор                              |
| 1914 | ф | Деловой день Мэйбл                            | Mabel's Busy Day               | сержант полиции                         |
| 1914 | ф | Эти муки любви                                | Those Love Pangs               | соперник Чарли                          |
| 1914 | ф | Лицо на полу бара                             | The Face on the Bar Room Floor | собутыльник                             |
| 1914 | ф | Прерванный роман Тилли                        | Tillie's Punctured Romance     | мистер Вузис                            |
| 1914 | ф | Между двумя ливнями                           | Between Showers                | полицейский                             |
| 1924 | ф | Алчность                                      | Greed                          | Поппер Зиппе                            |
| 1925 | ф | Женщина мира                                  | A Woman of the World           |                                         |
| 1929 | ф | Человек из Вирджинии                          | The Virginian                  |                                         |
| 1936 | ф | Новые времена                                 | Modern Times                   | механик                                 |
| 1937 | ф | Праздник каждый день                          | Every Day's a Holiday          |                                         |
| 1939 | ф | Голливудская кавалькада                       | Hollywood Cavalcade            |                                         |
| 1940 | ф | Великий диктатор                              | The Great Dictator             | клиент парикмахерской                   |
| 1941 | ф | Одной ногой на небесах                        | One Foot in Heaven             |                                         |
| 1941 | ф | Странствия Салливана                          | Sullivan's Travels             |                                         |
| 1942 | ф | Приключения в Палм-Бич                        | The Palm Beach Story           | член охотничьего клуба                  |
| 1944 | ф | Великий момент                                | The Great Moment               |                                         |
| 1944 | ф | Слава герою-победителю                        | Hail the Conquering Hero       | человек из Western Union (нет в титрах) |
| 1955 | ф | Тварь с миллионом глаз                        | The Beast with a Million Eyes  |                                         |